# فلوته
فلوته (به آلمانی: Flöthe) یک شهر در آلمان است که در Wolfenbüttel واقع شده‌است. فلوته ۱٬۲۱۹ نفر جمعیت دارد.